# Andie MacDowell
Rosalie Anderson MacDowell (Gaffney, Carolina del Sur; 21 de abril de 1958), más conocida como Andie MacDowell, es una modelo y actriz estadounidense.
También es madre de las actrices y modelos Rainey Qualley y Margaret Qualley.

## Vida profesional
Fue a la universidad hasta 1978, año en el que decidió trasladarse a Nueva York. Allí comenzó a trabajar como modelo, después de haber firmado un contrato con una agencia.
Al cabo de un tiempo ya era muy solicitada y se convirtió en la modelo de la firma de cosmética y productos para el cabello L'Oréal, que divulgó ampliamente su imagen. En la actualidad MacDowell mantiene todavía una relación profesional con esta firma.
A raíz de una serie de spots publicitarios de televisión que hizo para Calvin Klein, la industria del cine se fijó en ella. En 1984 le fue ofrecido su primer papel en la película Greystoke, la leyenda de Tarzán, el rey de los monos junto a Christopher Lambert. Fue un buen comienzo para MacDowell, aunque los productores no quedaron satisfechos con su acento sureño que no correspondía al de una aristócrata inglesa, por lo que contrataron a Glenn Close para doblar íntegramente su personaje. Al año siguiente solo obtuvo un papel menor en St. Elmo's fire, de manera que su carrera en el cine parecía haber llegado a su fin.
Cuatro años más tarde, en 1989, su carrera de actriz volvió a su cauce al ofrecerle el director de Sexo, mentiras y cintas de video un papel protagonista, lo que le dio la oportunidad de demostrar que no solo era atractiva, sino también una actriz con dotes de interpretación.
Al año siguiente volvió a tener un éxito considerable con la película Green Card. Ambos filmes le valieron una nominación a los Globos de Oro. Su mayor éxito de taquilla fue, no obstante, Cuatro bodas y un funeral, junto a Hugh Grant.

## Filmografía

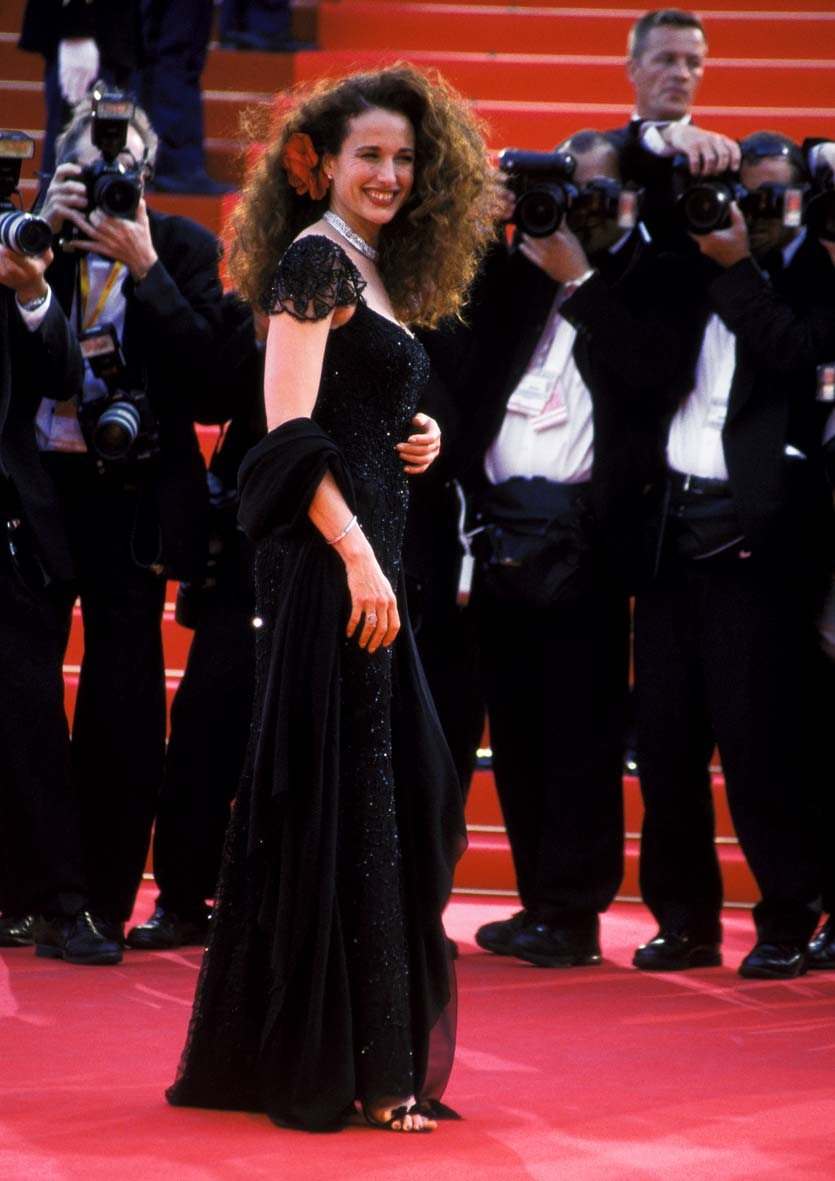
Andie MacDowell.

- Greystoke: la leyenda de Tarzán (1984)
- St. Elmo's Fire (1985)
- El Secreto del Sahara (1988)
- Sexo, mentiras y cintas de video (1989)
- Matrimonio de conveniencia (1990)
- The object of beauty (1991)
- El gran halcón (1991)
- El juego de Hollywood (1992)
- Groundhog Day (1993)
- Ruby Cairo (1993)
- Vidas cruzadas (1993)
- Cuatro bodas y un funeral (1994)
- Cuatro mujeres y un destino (1994)
- Unstrung Heroes (1995)
- Mis dobles, mi mujer y yo (1996)
- Michael (1996)
- The end of violence (1997)
- Shadrach (1998)
- Just the ticket (1999)
- The Muse (1999)
- Reaching normal (1999)
- Muppets from Space (1999)
- Harrison's flowers (2000)
- Town & country (2001)
- Crush (2001)
- Ginostra (2002)
- Harrison's flowers (2002)
- The last sign (2005)
- Beauty Shop (2005)
- The Six Wives of Henry Lefay (2009)
- Patricia Cornwell: El frente (2010)
- Daydream Nation (2010)
- Monte Carlo (2011)
- Footloose (2011)
- Jane by Design (2012)
- Instinto maternal (2013)
- Magic Mike XXL (2015)
- Only The Brave (2017)
- Christmas Inheritance (2017)
- At Home in Mitford (2017)
- Ready or Not (2019)[1]
- Maid (2021)
- A Sudden Case of Christmas (2024)[2]

## Premios y nominaciones

### Premios Óscar
| Año  | Categoría               | Película                  | Resultado |
| ---- | ----------------------- | ------------------------- | --------- |
| 1994 | Óscar a la mejor actriz | Cuatro bodas y un funeral | Nominada  |

### Premios Globo de Oro
| Año  | Categoría                        | Película                   | Resultado |
| ---- | -------------------------------- | -------------------------- | --------- |
| 1990 | Mejor actriz - Comedia o musical | Matrimonio de conveniencia | Nominada  |
| 1994 | Mejor actriz - Comedia o musical | Cuatro bodas y un funeral  | Nominada  |